# Pitagoreion
Pitagoreion (Pythagoreio, Πυθαγόρειο), antički Samos, a današnji grad i luka otoka Samosa, bio je najstarijom antičkom lukom na Mediteranu s grčkim i rimskim građevinama i Eupalinovim tunelom, najstarijim pravilnim tunelom koji je kopan s obje strane brda. Današnji grad se zvao Tigani sve do 1955. godine kada je u čast svog najslavnijeg građanina, matematičara i filozofa Pitagore. On je najveće naselje na grčkom otoku Samosu i graniči s ostalim općinama Vathy, Karlovasi i Marathokampos. Pitagoreion i Heraion na otoku Samosu upisana su na UNESCO-ov popis mjesta svjetske baštine u Europi 1992. godine.

## Antički grad Samos
Pitagoreion je bio utvrđenom antičkom lukom za vrijeme klasičnog razdoblja stare Grčke i starog Rima. Tu su ostaci mnogih građevina, uključujući izvanredan antički akvedukt, slavni Eupalinov tunel (Efpalinio orygma, Ευπαλίνειο όρυγμα). U gradu su rođeni slavni matematičar i filozof Pitagora (oko 580. pr. Kr.) i astronom Aristarh sa Samosa (310. – 230. pr. Kr.).

### Eupalinov tunel
Eupalinov tunel projektiran je prema uzoru na iranski sustav kanata, dug je 1036 m i dovršen je u 6. stoljeću pr. Kr. kroz brdo Kastro čime je drevni grad Samos dobio akvedukt. On je jedan od dva takva tunela u starom svijetu koji su kopani s oba kraja, i jedini koji je bio zasnovan prema geometrijskom planu. Iskopao ga je arhitekt Eupalinos iz Megare za vrijeme vladavine samoskog tiranina Polikrata, a trebao je gradu Samosu osigurati pitku vodu s druge strane brda, te učniti ga nemogućim za osvojiti tako da neprijatelji ne mogu gradu spriječiti dotok vode. 
Tunel je kopan iz grada, ali i sa strane izvora. Ulazi su im bili skriveni, a dva tunela su se susrela u sredini brda zahvaljujući genijalnoj tehnici arhitekta Eupalina. Naime, on se koristio geometrijskim načelom kutova s bazama u zvijezdama, koje je prvi opisao Euklid nekoliko stoljeća ranije. Kako su se tuneli u sredini promašili za par metara, Eupalin je naredio da obje ekipe kopaju na istu stranu i tako su se konačno spojili. Eupalin se bojao da mu tuneli imaju i vertikalnu grešku, te je naredio na kraju da ekipe šire tunel u zadnjoj fazi; no kako se pokazalo, njegova greška je bila samo 4 cm i tuneli su se poklopili gotovo savršeno.
Prema arheološkim nalazima ovaj akvedukt se koristio stoljećima.
- Antičke zidine Samosa
- Antički rimski reljef iz Pitagoreiona
- Najširi dio Eupalinovog tunela
- Luka danas